# Cesarska Marynarka Mandżukuo

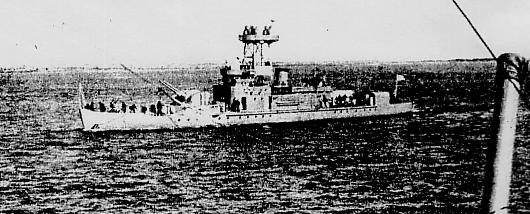
Jeden z okrętów Cesarskiej Marynarki Mandżukuo

Cesarska Marynarka Mandżukuo (chiń. trad. 満州帝國海軍; pinyin Mǎnzhōu Dìguó Hǎijūn) – formacja wojskowa sił zbrojnych Mandżukuo.

## Historia
Siły morskie marionetkowego państwa Mandżukuo, które utworzyli Japończycy w połowie lutego 1932, zostały powołane do życia przez cesarza Puyi 15 kwietnia tego samego roku.
Większość wybrzeża morskiego Mandżukuo była kontrolowana przez japońską 3. Flotę Północną. Trzonem marynarki wojennej Mandżukuo stały się więc flotylle rzeczne na rzekach Sungari, Amur i Ussuri. Wiązało się to również z zagrożeniem dla północnych granic przez ZSRR.
Flotylla rzeczna na Sungari została sformowana na bazie flotylli chińskiej pod dowództwem kapitana Yin Zouqiana, która po incydencie mukdeńskim przeszła na stronę Japończyków. W jej składzie działał też oddział samochodów pancernych, które w okresie zimowym poruszały się po zamarzniętej rzece, zastępując statki. Pozostałe flotylle utworzono całkowicie ze statków przekazanych przez armię japońską. Sformowano też oddział lotnictwa morskiego.
Ponadto, od 1938 istniały dwa 500-osobowe bataliony marynarki wojennej (po sześć kompanii piechoty), uzbrojone w karabiny ręczne i lekkie karabiny maszynowe, które ochraniały porty i bazy morskie oraz pełniły zadania wartownicze. Dowództwo okrętów i pozostałych oddziałów objęli oficerowie zwolnieni ze służby w marynarce wojennej Japonii, zaś kadeci mandżurscy zostali wysłani na przeszkolenie do Akademii Wojennej Imperialnej Marynarki Japońskiej.
Od 1937 okrętem flagowym Marynarki Wojennej Mandżukuo został niszczyciel "Hai Wei", b. japoński niszczyciel "Kashi" klasy "Momo". W listopadzie 1938 r. okręty wojenne Japonii przestały chronić wybrzeża Mandżukuo, po uznaniu, że flota wojenna Mandżukuo osiągnęła wymaganą gotowość bojową.
W listopadzie 1939 roku Marynarka Wojenna Mandżukuo została przemianowana na Siły Rzeczne. W 1942 strona japońska wycofała z nich swoich oficerów. Na początku czerwca tego samego roku do Japonii powrócił niszczyciel "Hai Wei", przekwalifikowany na eskortowiec "Kari". Doprowadziło to do znacznego spadku możliwości bojowych Sił Rzecznych Mandżukuo. Część okrętów rzecznych wycofano ze służby, a ich działa zdemontowano i przekazano wojskom lądowym. Wobec ofensywy Armii Czerwonej na okupowaną przez Japończyków część Chin 8 sierpnia 1945, Siły Rzeczne Mandżukuo nie stawiły faktycznie oporu i zostały zniszczone. Część statków przejęli Sowieci.

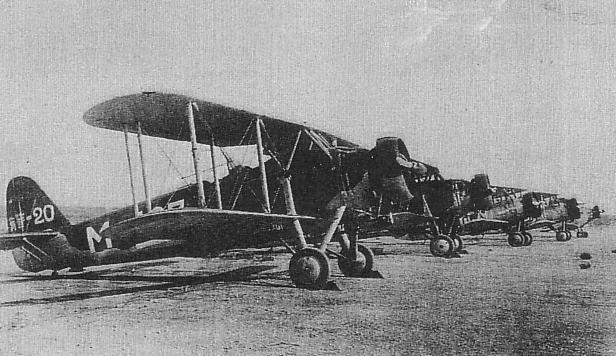
Samoloty Cesarskiej Marynarki Mandżukuo